# 메즈두나로드나야역 (모스크바 지하철)
메즈두나로드나야역(러시아어: Международная)은 모스크바 지하철 필룝스카야 선 지선의 북쪽 종착역이다. 본 역은 2단계의 일부로 건설되어 필룝스카야 선의 지선 종점을 모스크바 국제 비즈니스 센터(Moscow-City)로 완공하였다. 2006년 8월 30일에 개장하였다.
본 역은 모스크바 시티의 마천루 풍경과 어우러진 현대적인 "첨단 기술" 디자인을 가지고, 디자인은 흰색 대리석과 플라스틱 판넬, 어두운 화강암 바닥, 금속 인터폴론 슬래브 등으로 구성되어 있다. 역의 위치는 모스크바의 내부 자동차 전용도로인 제3순환도로 아래에 있다. 대합실에 현대화된 개찰구가 설치되어 있다.

## 환승
메즈두나로드나야 역에서는 모스크바 중앙 순환선 델로보이 첸트르 역으로 갈아탈 수 있다.